# Die letzten Tage von Pompeji (1984)
Die letzten Tage von Pompeji (Originaltitel The Last Days of Pompeii respektive Gli ultimi giorni di Pompei) ist ein britisch-italienisch-amerikanischer Fernseh-Mehrteiler aus dem Jahr 1984. Er basiert auf dem gleichnamigen Roman von Edward George Bulwer-Lytton. Regie führte Peter Hunt. Die Haupt- beziehungsweise tragenden Rollen sind mit Ned Beatty, Franco Nero, Linda Purl, Nicholas Clay und Lesley-Anne Down sowie Olivia Hussey, Duncan Regehr, Ernest Borgnine und Laurence Olivier als Gaststar besetzt.

## Inhalt
Übersicht:
Im Stil einer Seifenoper erzählt der Mehrteiler von den letzten Tagen in Pompeji und beleuchtet die Irrungen und Wirrungen einer Reihe von Personen. Nydia ist eine blinde Sklavin, die sich in den Patrizier Glaucus verliebt. Dieser ist zwar freundlich zu ihr, liebt seinerseits jedoch Ione, eine angehende Priesterin der Göttin Isis. Der undurchsichtige Arbaces, Hohepriester der Göttin, spinnt auf politischen und religiösen Wegen seine Intrigen, um seinen Reichtum und Einfluss zu vergrößern und die Beziehung von Glaucus und Ione zu unterbinden. Der angesehene Gladiator Lydon liebt wiederum Nydia, die in ihm lediglich einen Freund sieht. In der Stadt kommt es unterdessen zu Gräueltaten an Christen, die vom Stadtrat und der Wache gejagt werden. Dabei sieht sich der moderate Magistrat Quintus zunehmend getrieben, um seine Wiederwahl zu sichern. Zu den verfolgten Christen gehört auch der Sklave Pius, der nach Folterungen von seiner Geliebten Chloe gepflegt wird und Fluchtpläne für beide schmiedet. Im Schatten des Vesuvs entfaltet sich das Drama der letzten Tage.
Folge 1:
Wir schreiben das Jahr 79 nach Christus, als prunkvolle Feste bei den Reichen in Pompeji an der Tagesordnung sind. Zu ihnen gehört auch der vermögende Diomedes. Diomedes und Gleichgesinnte besuchen auch gern die Arena des Amphitheaters, in der häufiger als sonst Gladiatorenkämpfe stattfinden. Doch jede noch so willkommene Ablenkung führt bei den Pompejanern nicht dazu, dass sie die Angst völlig verdrängen können, die seit dem Erdbeben im Jahr 63 umhergeht. Immer wieder bebt die Erde; dass die Stadt dem Untergang geweiht ist, ahnt jedoch niemand. Politische Ränkespiele sind ebenso an der Tagesordnung wie Mord, Intrigen und Eifersuchtsdramen. Die reiche Römerin Ione hat sich in den Griechen Glaucus verliebt, einen Mann, der von allen bewundert wird.
Folge 2:
Im August 79 trennen die Pompejaner nur noch wenige Tage von der Katastrophe, die sie und ihre Stadt heimsuchen und für immer vernichten wird. Nachdem Kaiser Vespasian im Juni verstorben war, hatte sein Sohn die Macht übernommen, dem man ebenso huldigt, wie seinem Vater, auch er wird als göttergleicher Herrscher verehrt. Die Ränkespiele in der Stadt gehen weiter ebenso wie die Liebesintrigen. Selbst die blinde Nydia und der umjubelte Gladiator Lydon bleiben davon nicht unverschont. Obwohl die Natur Signale aussendet, ist der Großteil der Bevölkerung nicht in der Lage, diese zu verstehen. Einer von denen, die verstehen, ist der greise Gaius, der mit seiner Frau Fortunata in einer Villa am Fuße des mit Weingärten begrünten Vesuvs lebt. Er beobachtet den sich verändernden Vulkan schon eine geraume Weile. Von Arbaces, dem Priester der ägyptischen Fruchtbarkeitsgöttin Isis, wird er nicht ohne Grund gefürchtet.
Folge 3:
Der Tag des Untergangs von Pompeji steht unmittelbar bevor. Seit einem Anfang August stattgefundenen Erdbeben verhalten sich die Tiere mit ihrem feinen Instinkt auffällig. Die Menschen hingegen sind wie immer und gehen unbekümmert ihren Geschäften nach. Sie lieben und hassen sich, geben sich ihrer Genusssucht hin oder leiden, wenn ihnen das von den Göttern vorbestimmt zu sein scheint. Diomedes hingegen setzt alles daran, bei den anstehenden Wahlen Quintus zu schlagen, um selbst Magistratus zu werden. Zudem hat er sich in den Kopf gesetzt, den angesehenen Griechen Glaucus zum Schwiegersohn zu bekommen, obwohl Nydia Glaucus und dieser wiederum Ione liebt.
Folge 4:
Der Isispriester Arbaces ermordet seinen Schüler Apaecides, der ihm gedroht hat, die von ihm vertretene Religion als Trickserei zu entlarven, und schiebt die Schuld an seiner heimtückischen Tat Glaucus in die Schuhe, der daraufhin zum Tod in der Arena verurteilt wird. Er hat damit gleich zwei Fliegen mit einer Klappe geschlagen, denn mit seiner falschen Anklage hat er seinen Rivalen Glaucus im Kampf um den Besitz der schönen Ione ausgeschaltet. Seine Intrigen haben jedoch nicht nur Auswirkungen auf Iones und Glaucus’ Schicksal, sondern auch auf das Leben von Julia und Clodius.
Folge 5:
Das Ende der Stadt und des Großteils ihrer Bewohner bedeutete für einige wenige von ihnen auch einen neuen Anfang. Glaucus soll als Höhepunkt des Kamptages in der Arena gegen Lydon kämpfen. Sallust taucht mit Kalenus und Nydia als Zeugen auf und klagt den in der Arena anwesenden Arbaces des Mordes an. Glaucus aber ist zu schwach um weiter gegen Lydon zu kämpfen und streckt die Waffe; das Publikum will seinen Tod, Lydon zögert. In diesem Moment bricht der Vesuv aus und Arbaces kann in dem entstehenden Getümmel entkommen. Nydia gelingt es, Glaucus, Ione und Sallust aus der Stadt, auf die ein Ascheregen niederprasselt, hinauszuführen hin zum Hafen. Dort können sie dem Untergang Pompejis entkommen. Neben Arbaces, Clodius und Kalenus findet der Großteil der Bevölkerung Pompejis den Tod.

## Produktion

### Produktionsnotizen, Filmmusik
Produziert wurde der Film von Paramount Television in Koproduktion mit Rai – Radiotelevisione Italiana. Die Filmaufnahmen entstanden in den Pinewood Studios, westlich von London nahe dem Dorf Iver Haeth gelegen, im Vereinigten Königreich sowie in Pompeji, einer antiken Stadt in Kampanien am Golf von Neapel in Italien sowie des Weiteren in Civitavecchia, der bedeutendsten Hafenstadt in der Region Latium in Italien, die im Film als antiker Hafen von Pompeji dient.
Die Filmmusik komponierte Trevor Jones in nur acht Wochen. Nach eigener Aussage trat er das Projekt sehr spät an, ohne sich mit dem Regisseur oder dem Mischtonmeister absprechen zu können. „Das war das einzige Mal, dass ich an einem Film arbeitete, ohne den Regisseur zu treffen“, sagte er in einem Interview 2003.

### Synchronisation
Die deutschsprachige Synchronisation entstand nach einem Dialogbuch von Tessy Bortfeldt unter der Dialogregie von Wolfgang-Claus Asch im Fernsehen der DDR Studio für Synchronisation als Co-Produktion mit der ARD.
| Rolle    | Darsteller       | Sprecher                 |
| -------- | ---------------- | ------------------------ |
| Diomedes | Ned Beatty       | Roland Hemmo             |
| Arbaces  | Franco Nero      | Michael Telloke          |
| Nydia    | Linda Purl       | Marina Krogull           |
| Glaucus  | Nicholas Clay    | Thomas Wolff             |
| Chloe    | Lesley-Anne Down | Angelika Waller          |
| Ione     | Olivia Hussey    | Friederike Aust          |
| Lydon    | Duncan Regehr    | Frank-Otto Schenk        |
| Marcus   | Ernest Borgnine  | Horst Kempe              |
| Olinthus | Brian Blessed    | Wolfgang Winkler         |
| Quintus  | Anthony Quayle   | Gerry Wolff              |
| Xenia    | Marilù Tolo      | Lilo Grahn               |
| Calenus  | Peter Cellier    | Peter Hladik             |
| Lepidus  | Tony Anholt      | Peter Reinhardt          |
| Antonius | Benedict Taylor  | Udo Schenk               |
| Pius     | Malcolm Jamieson | Frank Lienert-Mondanelli |
| Julia    | Catriona MacColl | Hellena Büttner          |
| Clodius  | Gerry Sundquist  | Dieter Memel             |
| Sporus   | Stephen Greif    | Tim Hoffmann             |
| Gerheld  | Barry Stokes     | Bernd Eichner            |
| Gaius    | Laurence Olivier | Werner Dissel            |

### Veröffentlichung
Der Mehrteiler wurde im DDR-Fernsehen ab dem 29. November 1985 in sechs Teilen ausgestrahlt und im Programm der ARD ab dem 31. August 1987 in fünf Teilen. Eine Ausstrahlung beim Sender Tele 5 fasste die Geschichte in drei Teile zusammen.
In den USA wurde der Mehrteiler am 6. Mai 1984 unter dem Titel The Last Days of Pompeii erstveröffentlicht, in den Niederlanden im Oktober 1984 und im Vereinigten Königreich im Dezember 1984. Veröffentlicht wurde die Filmreihe zudem in Brasilien, Bulgarien, Frankreich, Griechenland, Italien, dort unter dem Titel Gli ultimi giorni di Pompei, Spanien und Venezuela.
Der Mehrteiler wurde am 11. Oktober 2007 von der Ascot Elite Home Entertainment GmbH mit einer deutschen Tonspur auf DVD veröffentlicht, Spieldauer: 253 Minuten, FSK: ab 12 Jahren.

### Weitere Verfilmungen
Weitere Verfilmungen von Edward Bulwer-Lyttons Roman siehe → hier

## Kritik
Der Dresdner Historien- und Dokumentarautor Roberto Lorenz schrieb in einer Rezension 2008:
„Es gibt in der TV-Geschichte wohl keinen Mehrteiler, der so nachhaltig auf seine Zuschauer wirkt, seinem Genre derart überlegen ist. Peter Hunt ist es gelungen, die ganze epische Aura Pompejis heraufzubeschwören. Trevor Jones’ Filmmusik ist als solche schon ein Meisterwerk: feinspürig und majestätisch, notentechnisch brillant. (…) Die Kulissen sind bis aufs Detail authentisch (man beachte die Anzahl der Tempelstufen, die Ausgestaltung der Fresken, bis hin zu den einstürzenden Gebäudeteilen und dem Einschlagswinkel des fallenden Vulkangesteins!). Make up und Kostüme stehen dem kaum nach. Nur gelegentlich fallen historische Unreinheiten auf: Der Grieche Claucus ist gekleidet wie ein zu groß geratener römischer Minderjähriger. Der ägyptische Hohepriester Arbaces trägt Haarstoppeln und Bart (obwohl die Kopfschur zu den täglichen Riten der Isis-Priester gehörte).“
„Das grundlegende Problem ist jedoch die Nomenclatur der Charaktere: Der betagte Stoiker wird prinzipiell wie ein Knabe bei seinem Praenomen genannt (Gaius), der verarmte Poet hingegen beim Nomen gentile (Clodius). Ein urrömischer Kaufmann trägt den griechischen Namen Diomedes. Seine Tochter heißt Julia (müsste demnach die Tochter eines Julius sein). Namen wie Ione und Nydia, so klangvoll sie auch sind, dürften auf den alten Römer ähnlich befremdend gewirkt haben wie auf uns.“
„Im übrigen ging die Christenverfolgung im Jahr 79 (wenn überhaupt) noch nicht derart organisiert vonstatten. Auch dürfte die Verehrung eines einzigen Gottes wenig Aufsehen erregt haben. (In Pompeji gab es beispielsweise ein jüdisches Viertel).“
„Diese Anachronismen sind allerdings eher dem Autor der berühmten Romanvorlage zuzuschreiben, der die Historie ohnehin recht stiefväterlich behandelt hat. Die TV-Verfilmung verarbeitet diesen Stoff so wahrheitsgetreu wie möglich. Charaktere, die im Buch widersprüchlich geschildert werden, sind im Film vollkommen glaubwürdig und schlüssig in ihren Motiven. Kurzum: Der Film ist seiner Romanvorlage bei weitem überlegen! Auch die Besetzung besticht. Hervorzuheben ist die Darstellung der blinden Nydia: Linda Purl, die schon in früher Jugend als taubblinde Helen Keller am Broadway auftrat, verkörpert das liebeskranke Sklavenmädchen virtuos. Auch Siobhán McKenna bewegt tief in der eher kleinen Rolle der Fortunata. Brian Blessed als Urchrist und Ned Beatty als römischer Emporkömmling faszinieren ebenso wie Lesley-Anne Down als verzweifelte Prostituierte. Und Franco Nero entwickelt als Arbaces eine geradezu hypnotische Präsenz.“
Paul Mavis schrieb auf der englischen Seite DVD talk, der Film sei nicht welterschütternd … aber auch nicht schlecht. Die italienische Koproduktion sei angenehm lang und engagiert und eine weitere Verfilmung des berühmten Romans von Edward Bulwer-Lytton. Unter der Überschrift „Letzte Gedanken“ fasste Mavis zusammen, der Film sei nicht Cleopatra, geschweige denn Ben Hur … aber er sei immer noch unterhaltsam. Versierte Schauspieler und ein versierter Stab, etwas mehr als willkommener Sex von der unvergleichlich schönen Lesley-Anne Down und einige ansehnliche Spezialeffekte böten alles, was man für einen langen Besuch des Römischen Reiches brauche.
Kino.de sah den Mehrteiler kritisch und schrieb: „Britischer TV-Mehrteiler, der die bekannte Romanvorlage von Edward George Bulwer-Lytton ziemlich klischeehaft adaptiert. Trotz des Staraufgebots (Ned Beatty, Laurence Olivier, Franco Nero und Lesley-Anne Down) erinnert die Produktion im Stil eher an amerikanische Primetime-Dramen denn an historisch fundierte Umsetzungen, wie man sie aus europäischer Produktion durchaus kennt.“